# Kirka
Kirill "Kirka" Babitzin (Helsinki, 1950. szeptember 22. – Helsinki, 2007. január 31.) finn zenész, Sammy Babitzin és Muska zenészek testvére. Legismertebb dalai: Hengaillaan, Leijat és Varrella virran.

## Pályafutása
Orosz emigráns családban született,  ötéves  korában kezdett zenével foglalkozni. 1964-ben lépett be a The Creatures zenekarba, majd 1967-től a The Islanders-ben zenélt tovább. 1984-ben Finnországot képviselte az Eurovíziós Dalfesztiválon Hengaillaan című dalával. 1988-ban Surun pyyhit silmistäni lemeze a legnagyobb példányszámban eladott lemez lett Finnországban.

## Diszkográfia
- Kirka keikalla (1969)
- Kirka (1969)
- Saat kaiken (1971)
- Nykyaikaa (1972)
- Rautaa ja kettinkiä  (1973)
- Kirkan parhaita (1974)
- Tiukka linja (1975)
- Babitzinit konsertissa  (1975)
- Lauantaiyö (1976)
- Kaksi puolta (1977)
- Anna & Kirka (1978)
- Kirkan parhaat (1979)
- Kirka (1981)
- Täytyy uskaltaa (1983)
- Hengaillaan (1984)
- Älä sano ei (1985)
- Isot hitit (1985)
- R.O.C.K. (1986)
- The Spell (1987)
- Surun pyyhit silmistäni (1988)
- Anna käsi (1989)
- Iskelmäkansio (1989)
- Parhaat, uudet versiot (1990)
- Ota lähellesi (1990)
- Kasvot peilissä (1991)
- Babitzin  (1991)
- Pyydä vain (1992)
- Kirka (1994)
- Sadness in your Eyes (1995)
- Tie huomiseen (1996)
- Hetki lyö: 1967–1997 (1997)
- Mestarit Areenalla (1999)
- Suuri hetki (2000)
- Sinut siinä nään (2002)
- Elämääni eksynyt (2005)
- 40 unohtumatonta laulua (2006)
- The Best of Kirka (2007)

## Fordítás
- Ez a szócikk részben vagy egészben  a   Kirka című angol Wikipédia-szócikk fordításán alapul.  Az eredeti cikk szerkesztőit annak laptörténete sorolja fel. Ez a jelzés csupán a megfogalmazás eredetét és a szerzői jogokat jelzi, nem szolgál a cikkben szereplő információk forrásmegjelöléseként.